# 高橋広 (野球)
- 髙橋広

高橋 広（たかはし ひろし、1955年2月4日 - ）は、日本の元アマチュア野球選手、野球指導者である。

## 人物
1955年2月4日、愛媛県新居浜市出身。中学校から本格的に野球を始め、愛媛県立西条高等学校時代は、主将を務め、捕手としてプレーした。高校3年の夏は、北四国大会予選県代表決定戦に進出したが、1年生エース西本聖擁する松山商業に1-5で敗れ、甲子園の夢がついえた。
早稲田大学野球部でも捕手として入学した。
早稲田大学では同期に吉沢俊幸、松本哲（匡史）、八木茂がいた。高橋が在学していた当時の早稲田大学野球部の捕手陣には1学年下に山倉和博（南海ドラフト1位を蹴って入学）、高校時代に江川卓とバッテリ―を組んだ作新学院の小倉偉民（現 亀岡偉民）、熊本二高から広島ドラフト5位を蹴って入学した野村豊（試合に出場経験がない）、2学年下には首位打者にもなった金森栄治（PL学園、プリンスホテル―西武―阪神）などがおり、高橋はこの捕手陣の層の厚さの前に「俺は力不足」と思ったという。そのため早くから指導者になることを志す。選手としては東京六大学野球リーグ戦には出場経験がなかったが、大学4年次には野球部の学生コーチとして当時1年生だった岡田彰布らを鍛えた。
1977年に早稲田大学を卒業、教師として鳴門市立鳴門工業高等学校に赴任し、野球部コーチを担当。1980年から監督に就任した。監督就任後、1985年、1991年、1997年の夏の県大会の決勝に進んだものの、いずれも準優勝に終わり、なかなか甲子園に行くことができなかった。しかし1998年秋の秋季四国地区高等学校野球大会で決勝に進出。明徳義塾高等学校に敗れ準優勝に終わったものの、その成績が評価されて1999年春、鳴門工業高等学校の監督就任19年目にして第71回選抜高等学校野球大会出場に導いた。その後、2008年までに夏7回、春4回と甲子園大会に出場、特に2002年の第74回選抜高等学校野球大会では決勝戦に進出、報徳学園高等学校との対戦では2-8で敗れて準優勝となった。甲子園では、準優勝1回（2002年春）、ベスト8・2回（2002年夏、2005年夏）の成績を残す。また、高校時代の里崎智也（元千葉ロッテマリーンズ）、渡辺亮（元阪神タイガース）を育成した。
2012年、鳴門市立鳴門工業高等学校と徳島県立鳴門第一高等学校の合併により新設された徳島県立鳴門渦潮高等学校でも引き続き野球部監督として指揮を執ったが、同校新設後は森脇稔監督率いる徳島県立鳴門高等学校の壁が厚く、監督在任中の甲子園出場は果たせなかった。
2014年、第10回18Uアジア野球選手権大会に出場するU-18野球日本代表を率いる侍ジャパンU-18監督に指名された。
2015年、1月1日より早稲田大学野球部の監督に就任。就任直後の春季リーグ戦で6季ぶりの優勝を果たし秋季リーグ戦も連覇する一方、2017年度秋季リーグ戦では東京大学とタイの最下位に終わる屈辱も味わった。任期満了に伴い2018年いっぱいで退任して小宮山悟（元千葉ロッテマリーンズ投手）に後を託した。
2019年から神戸医療福祉大学（現神戸医療未来大学）の教授及び硬式野球部の監督に就任した。
二男は徳島県立阿南光高等学校野球部監督の高橋徳。